# 경업 금지 의무
경업금지의무란 특정상인의 영업을 보호하기 위하여 그 상인과 일정한 관계가 있는 자(상업사용인·영업양도인)에게 그의 영업과 경쟁적 성질을 띠는 행위를 하는 것을 금지하는 것을 말한다. 회사의 이사가 이사회의 승인 없이 동종영업을 목적으로 하는 회사를 설립하고 대표이사가 되어 영업준비작업을 하였다면 영업활동 개시 전에 대표이사를 사임한 경우에도 경업금지의무 위반에 해당한다. 이사의 경업금지의무 위반으로 인한 회사의 개입권은 거래가 있은 날부터 1년 이내에 행사해야 하며 이사가 경업금지의무를 위반한 경우 회사는 개입권의 행사 외에도 손해가 있으면 손해배상을 청구할 수 있다.

## 참고 문헌
- 이기수,최병규, 상법총칙·상행위법 제6판, 박영사, ISBN 9788910515197

## 같이 보기
- 영업양도
- 이사
- 대한민국 상법 제397조